# Ĥ
Ĥ はラテン文字 H にサーカムフレックス (^) を付けた文字で、エスペラント・アルファベットの11番目（H と I の間）の字母。小文字は ĥ。音価は無声軟口蓋摩擦音 [x] ないし無声口蓋垂摩擦音 [χ]。エスペラントによる文字名称は ĥo （[xo]、ッホー）。

## エスペラントにおける Ĥ の使用
Ĥ はエスペラントでは使用頻度の最も低い文字で、主にギリシャ語などから借用した語に用いられる。『エスペラントの基礎』にあった ĥ を含む語の多くは、発音のより容易な k に早い時期に置き換えられた。例を示す。
- arĥitekturo → arkitekturo 「建築」
- ĥaoso → kaoso 「混沌」
- ĥemio → kemio 「化学」
- meĥaniko → mekaniko 「力学」

現在も ĥ が残っている語の多くはギリシャ語以外の語源を持つもの（ĥano「ハーン」、ĥoto「ヨタ」、Liĥtenŝtejno「リヒテンシュタイン」等）か、 k に変えると別な意味の語になる（最小対をなす）語であることが多い。
- eĥo 「反響」 ←→ eko 「開始」
- ĥolero 「コレラ」 ←→ kolero 「怒り」
- ĥoro 「合唱」 ←→ koro 「心臓」
- monaĥo 「修道士」 ←→ Monako 「モナコ」
- Ĉeĥo 「チェコ」 ←→ ĉeko 「市松模様」

## サーカムフレックスの位置
小文字 ĥ のサーカムフレックスの位置はフォントによって微妙に異なる。次に示すのは、左から順に Code2000、Sylfaen、Pragmatica Esperanto の各フォントの例。

## 文字コード

### コンピューター用文字コード
| 大文字 | Unicode | JIS X 0213 | 文字参照       | 小文字 | Unicode | JIS X 0213 | 文字参照       | 備考 |
| ------ | ------- | ---------- | -------------- | ------ | ------- | ---------- | -------------- | ---- |
| Ĥ      | U+0124  | 1-10-59    | &#x124; &#292; | ĥ      | U+0125  | 1-10-65    | &#x125; &#293; |      |

### その他の文字コード
| 点字 | モールス符号              |
| ---- | ------------------------- |
|      | －－－－ （CH、Š と同じ） |